# Alain Serres
Pour les articles homonymes, voir Serres.
 (septembre 2015).
Si vous disposez d'ouvrages ou d'articles de référence ou si vous connaissez des sites web de qualité traitant du thème abordé ici, merci de compléter l'article en donnant les références utiles à sa vérifiabilité et en les liant à la section « Notes et références ».
Alain Serres, né le 21 octobre 1956 à Biarritz (Pyrénées-Atlantiques), est un auteur de littérature de jeunesse, fondateur et directeur des éditions Rue du monde.

## Biographie
Alain Serres est né en 1956 à Biarritz. D'abord enseignant en maternelle, il devient ensuite auteur, et publie son premier album en 1982 aux éditions La Farandole. En 1996, Alain Serres crée les éditions Rue du monde.

## Ouvrages
- Robinson et l’arbre de vie, illustrations de Julie Bernard, Rue du monde, 2019
- C'est ainsi que nous habitons le monde, texte d'Alain Serres, illustrations de Nathalie Novi, Rue du Monde, 2018
- Mille dessins dans un encrier, illustrations de Zaü, Rue du monde, 2017
- Ce tigre a avalé mon carnet de dessin, illustrations de Laurent Corvaisier, Rue du monde, 2016
- Têtes de bulles, illustrations de Martin Jarrie, Rue du monde, 2015
- L'enfant qui savait lire les animaux, illustrations de Zaü, Rue du monde, 2013
- Le livre qui parlait toutes les langues (livre-CD), illustrations de Fred Sochard, Rue du monde, 2013
- La sieste, illustrations de Judith Gueyfier, Rue du monde, 2013
- Madame Persil / Monsieur Pilpil, illustrations de Magali Attiogbé, Rue du monde, 2013
- Un petit cochon / Un petit nuage, illustrations de Nathalie Choux, Rue du monde, 2013
- Les poèmes ont des oreilles. 60 poèmes à dire comme ci ou comme ça, textes réunis par Jean-Marie Henry et Alain Serres, illustrations d’Anne-Lise Boutin, Rue du monde, 2013
- Les oies de Baba Yaga, illustrations d’Alessandra Vitelli, Rue du monde, 2012
- Babak, le jour où ton cheval est né, illustrations de Vanessa Hié, Rue du monde, 2012
- Un enfant, c’est comme ça !, illustrations de Silvia Bonanni, Rue du monde, 2012
- J’ai oublié ma poésie, illustrations de Pef, Rue du monde, 2012
- Pom, pom, poèmes, illustrations de Candice Hayat, Rue du monde, 2012
- Une cuisine qui sent bon les soupes du monde, illustrations d’Aurélia Fronty, Rue du monde, 2011
- Les oiseaux ont des ailes, les enfants ont des livres, illustrations de Lucile Placin, Rue du monde, 2011
- Martin du bateau-cirque, illustrations de Judith Gueyfier, Rue du monde, 2011
- Comment Pok l’oiseau inventa les couleurs, illustrations de Laurent Corvaisier, Rue du monde, 2011
- Le livre des moi, illustrations de Solenn Larnicol, Rue du monde, 2011
- Bisha, la chèvre bleue qui parlait rrom, illustrations de Delphine Jacquot, Rue du monde, 2011
- Le ginkgo, le plus vieil arbre du monde, illustrations de Zaü, Rue du monde, 2011
- La poésie, ça commence tout petit, illustrations de Julia Chausson, Rue du monde, 2011
- Le gorille et l’orchidée. Il faut sauver la biodiversité, avec Laurana Serres-Giardi et Stéphane Van Inghelandt, illustrations de Zaü, Rue du monde, 2010
- Je suis un humain qui peint, illustrations de Laurent Corvaisier, Rue du monde, 2010
- Le petit chaPUBron rouge, d’après Charles Perrault, illustrations de Clotilde Perrin et un collectif d’illustrateurs, Rue du monde, 2010
- Mandela, l’Africain multicolore, illustrations de Zaü, Rue du monde, 2010 Pour ses illustrations de cet ouvrage, Zaü obtient le Grand prix de l'illustration 2011.
- Travailler moins pour lire plus, illustrations de Pef, Rue du monde, 2010
- La fabuleuse cuisine de la route des épices, illustrations de Vanessa Hié, Rue du monde, 2009
- Je serai trois milliards d’enfants, illustrations de Judith Gueyfier, photographies noir et blanc, Rue du monde, 2009
- J’ai le droit d’être un enfant[3], illustrations d’Aurélia Fronty, Rue du monde, 2009
- Petits, illustrations de Julia Chausson, Rue du monde, 2009
- On aime tous la maternelle, illustrations de Bruno Heitz, Rue du monde, 2009
- Quand nous aurons mangé la planète, illustrations de Silvia Bonanni, Rue du monde, 2009
- Nouk du pays blanc, illustrations de Nathalie Novi, Rue du monde, 2008
- Martin des colibris, illustrations de Judith Gueyfier, Rue du monde, 2008
- Comment apprendre à ses parents à aimer les livres pour enfants, illustrations de Bruno Heitz, Rue du monde, 2008
- Terrible, illustrations de Bruno Heitz, Rue du monde, 2008
- La famille Totem 2, illustrations de Laurent Corvaisier, Rue du monde, 2008
- Tous en grève ! Tous en rêve !, illustrations de Pef, Rue du monde, 2008
- J’ai vu quelque chose qui bougeait, illustrations de Silvia Bonanni, Rue du monde, 2008
- Je serai les yeux de la Terre, illustrations de Zaü, photographies de l’agence Altitude, préface de Yann Arthus-Bertrand, Rue du monde, 2007
- Ma maison bleue, illustrations d’Edmée Cannard, Rue du monde, 2007
- Maintenant[4], illustrations d’Olivier Tallec, Rue du monde, 2007
- Et Picasso peint Guernica, Rue du monde, 2007
- Encore un coquelicot, illustrations de Martine Mellinette, Cheyne éditeur, 2007
- Une cuisine tout en chocolat, illustrations de Nathalie Novi, Rue du monde, 2006
- Je vous aime tant, illustrations d'Olivier Tallec, Rue du monde, 2006
- La ville aux 100 poèmes, illustrations d'Edmée Cannard, Rue du monde, 2006
- Comment un livre vient au monde, illustrations de Zaü, Rue du monde, 2005
- Hans le balourd, texte de Hans Christian Andersen et Alain Serres, ill. Régis Lejonc, éd. Rue du Monde, 2005
- Mon école à nous, illustrations de Pef, Rue du monde, 2005
- Hiroshima, deux cerisiers et un poisson-lune, illustrations de Zaü, Rue du monde, 2005
- Je fais un oiseau pour la paix, illustrations de Claire Franek, Rue du monde, 2005
- Une cuisine grande comme un jardin, illustrations de Martin Jarrie, Rue du monde, 2004
- L'alphabet des poètes, illustrations d’Aurélia Grandin, Rue du monde, 2005
- Le grand livre contre toutes les violences, ouvrage collectif illustré par Bruno Heitz, 2003
- Première année sur la Terre, illustrations de Zaü, Rue du monde, 2003
- On n'aime guère que la paix, illustrations de Nathalie Novi et photographies de l'agence Magnum, Rue du monde, 2002
- La famille Totem 1, illustrations de Laurent Corvaisier, Rue du monde, 2002
- La devise de ma République, illustrations d’Olivier Tallec, Rue du monde, 2002
- Salade de comptines, illustrations d’Olivier Tallec, Rue du monde, 2002
- Les étonnants animaux que le fils de Noé a sauvés, illustrations de Martin Jarrie, Rue du monde, 2001
- Le premier livre de toutes nos couleurs, illustrations de Zaü, Rue du monde, 2001
- On vous écrit de la Terre, conception et coordination d'Alain Serres, ill. de Martin Jarrie, Rue du monde, 2001 ; et rééd.
- L'abécédire, illustrations d'Olivier Tallec et photographies de Lily Franey, Rue du monde, 2001
- Une cuisine grande comme le monde, illustrations de Zaü, Rue du monde, 2000
- Krocobill et Robot-Bix, illustrations de Sophie Dutertre, Rue du monde, 2000
- Le Grand livre contre le racisme, textes du Collectif : Alain Serres, Mouloud Aounit, Chérifa Benabdessadok, Laurent Canat, illustrations de Zaü, Rue du monde, 1999
- Une petite fille sage comme un orage, illustrations de Loren Batt, Rue du monde, 1999
- Le premier livre de mes droits d'enfant, illustrations de Pef, Rue du monde, 1999
- Barnabé qu'on ne croit jamais, illustrations de Jacqueline Duhême, Rue du monde, 1999
- Nous les Bibi, illustrations de Serge Bloch, Albin Michel, 1998
- Pain, beurre et chocolat, illustré par LE 109, Rue du monde, 1999
- Un petit air de famille, illustrations de Martin Jarrie, Rue du monde, 1998
- Maman, je veux être top model, illustrations de Véronique Deiss, Rue du monde, 1998
- Un grand-père transformidable, illustrations d'Hervé Blondon, Albin Michel, 1997
- Histoires de chaussettes, illustrations d'Anne Tonnac, Gallimard Jeunesse, 1997[5]
- Prière de ne pas entrer dans la chambre des parents, illustrations de Klaas Verplancke, Castermann, 1996
- Il y a le monde, illustrations de Martine Mellinette, Cheyne éditeur, 1996
- Le grand livre des droits de l'enfant, illustrations de Pef, Rue du monde, 1996
- Toc, toc ! Monsieur Cric-Crac !, illustrations de Martin Jarrie, Rue du monde, 1995 ; et rééd.
- Le petit indien, l'ours et la rivière, ill. Katy Couprie, Syros, 1993
- Le bestiaire des mots, illustrations de Martine Mellinette, Cheyne éditeur, 1991
- Puni-Cagibi, illustrations de Claude K. Dubois, L'école des loisirs, 1990
- Une Île dans ma baignoire, ill. Mireille Vautier, Nathan, 1990
- C'est un secret, illustrations d'Anne Tonnac, Nathan, 1990[5]
- Le Grand Retour, illustrations d'Anne Tonnac, Nathan, 1990[5]
- Petit Menteur, , illustrations d'Anne Tonnac, Nathan, 1990[5]
- Pourquoi, pourquoi, illustrations d'Anne Tonnac, Nathan, 1990[5]
- Le petit humain, illustrations d'Anne Tonnac, Gallimard jeunesse, 1986[5]
- N'écoute pas celui qui répète, illustrations de Martine Mellinette, Cheyne éditeur, 1986
- Du commerce de la souris, illustrations de Claude Lapointe, Gallimard jeunesse, 1984
- Pain, beurre et chocolat, illustrations de Selçuk Demirel, Éditions La Farandole, 1982

## Décoration
- Chevalier de l'ordre des Arts et des Lettres 2013[6]